# Puerto de Carroza
Puerto de Carroza es una localidad del estado mexicano de Guanajuato. Es parte del municipio de San José Iturbide.

## Demografía
| Gráfica de evolución demográfica |
|                                  |

| Censo | Población |
| ----- | --------- |
| 1910  | 149       |
| 1921  | 139       |
| 1930  | 158       |
| 1940  | 201       |
| 1950  | 269       |
| 1960  | 381       |
| 1970  | 498       |
| 1980  | 315       |
| 1990  | 796       |
| 2000  | 1 009     |
| 2010  | 1 260     |
| 2020  | 1 435     |